# Seznam osebnosti iz Občine Lukovica
Seznam osebnosti iz občine Lukovica vsebuje osebnosti, ki so delovale v občini Lukovica.

## Pred 19. stoletjem
- Krištof Ravbar, plemeniti (1466, Kranjska – 26. oktober 1536, Dunaj), duhovnik, škof, državnik; leta 1518 je pridobil faro Dob s Krašnjo za ljubljanski kapitel
- Štefan Steinmetzer (okoli 1524), poznogotski kamnosek; dal je naslikati fresko na južni steni glavne ladje v cerkvi sv. Luke v Spodnjih Praprečah
- Franz Anton Werle  (delovanje 1746–1761), redovnik, jezuit, slikar, poslikal je kapelico Žalostne Matere božje na Brdu pri Lukovici
- Janez Verbnik (1733,  Kranj – 9. september 1805, Dob), kipar; oltar v ladji cerkve v Šentvidu pri Lukovici

## 19. stoletje
- Jožef Burgar (21. marec 1800, Krašnja – 24. januar 1870, Šmartno pri Litiji), metelčičar, duhovnik, nabožni pisatelj
- Anton Gertscher  (29. december 1817, Krašnja – 17. avgust 1889, Ljubljana), pravnik
- Andrej Gollmayer  (28. november 1797, Radovljica – 17. marec 1883, Gorica), teolog, duhovnik, škof; prvo službo je dobil na Brdu pri Lukovici
- Leopold Höffern-Laafeld (1824, Brdo pri Lukovici – 1876), pravnik in javni delavec
- Janko Kersnik (4. september 1852, Brdo pri Lukovici – 28. julij 1897, Ljubljana), pripovednik, župan
- Jožef Kersnik (28. marec 1823, Ljubljana – 3. julij 1877, Brdo pri Lukovici), pravnik, sodnik; oče pisatelja Janka Kersnika
- Anton Kolenc (6. maj 1868, Radmirje – 10. marec 1922, Celje), veletrgovec v Lukovici
- Valentin Konšek (4. februar 1816, Trojane – 16. julij 1899, Ljubljana), šolnik, politik
- Josip (Jože) Lavrič (1845, Kompolje – 1900), mladinski pisatelj, prevajalec
- Fran Levec (4. julij 1846, Ježica – 2. december 1916, Ljubljana), literarni zgodovinar, urednik, šolnik, domači učitelj pri Kersnikih na Brdu
- Urška Lončar (1795, Prevoje – 1889), ljudska pripovednica, pestunja Janka Kersnika
- Fran Maselj - Podlimbarski (23. november 1852, Spodnje Loke – 19. september 1917, Pulkava, Spodnja Avstrija, Avstrija), pisatelj, častnik
- Ivan Milavec (22. februar 1874, Logatec – 18. januar 1915, Ljubljana), izdelovalec orgel, izdelal je orgle za cerkev v Krašnji
- Janez Nepomuk Šlaker (19. april 1791, Kamnik – 3. marec 1863, Ljubljana), šolnik, gospodarstvenik, duhovnik, kratek čas kaplan na Brdu pri Lukovici
- Jernej Pečnik (24. avgust 1835, Cesta – 12. junij 1914, Ljubljana), arheolog; Leta 1886 izkopaval na Trojanah
- Janez Pestotnik (10. maj 1833, Mali Jelnik – 1876), zdravnik
- Josip Podmilšak (Andrejčkov Jože) (25. marec 1845, Krašnja – 24. december 1874, Ljubljana), pisatelj
- Janko Rahne  (5. maj 1860, Rača – 3. julij 1928, Lukovica pri Domžalah), pravnik, notar, publicist, pisatelj, župan
- Jožef Resnik (5. april 1850, Blagovica – 23. oktober 1885, Ljubljana), nabožni pesnik, duhovnik; psevdonim: Resnicoljub
- Ana Schiffrer (17. junij 1867, Lukovica pri Domžalah – 23. julij 1915, Dunaj), muzealna delavka
- Matija Smolej (9. februar 1829, Tržič – 15. julij 1871, Dobrepolje), nabožni pisatelj, duhovnik; služboval kot kaplan na Brdu pri Lukovici
- Feliks (Srečko) Stegnar  (16. maj 1842, Brdo pri Lukovici – 24. oktober 1915, Maribor), glasbenik, skladatelj, soustanovitelj Narodne čitalnice v Idriji
- Feliks Suk  (30. december 1845, Zgornji Petelinjek – 8. april 1915, Zagreb), teolog, duhovnik, prošt; rektor Univerze v Zagrebu v študijskem letu 1882/1883 ter profesor na Katoliški teološki fakulteti v Zagrebu
- Luka Svetec (8. oktober 1826, Podgorje – 21. januar 1921, Litija), pisatelj, politik, jezikoslovec; od 1864 sodnik na Brdu pri Lukovici
- Janez Škofic (22. december 1821, Brdo pri Lukovici – 30. april 1871, Suhor), nabožni pisec, duhovnik
- Franc Šumi (Franz Schumi) (2. oktober 1848, Ljubljana – 17. december 1916, Zürich), zgodovinar, slaščičar; mladost je preživel v Blagovici
- Jovan Vesel-Koseski (12. september 1798, Spodnje Koseze – 26. marec 1884, Trst), pesnik, prevajalec, pravnik
- Martin Vever (1836, Lukovica pri Domžalah – 1908), gospodarstvenik
- Franc Ksaver Zajec  (4. december 1821, Sovodenj – 8. februar 1888, Ljubljana), kipar, podobar; izdelal angele na velikem oltarju v cerkvi v Krašnji
- Jakob Zupan (4. julij 1785, Prevoje – 6. februar 1852, Celovec), jezikoslovec, pesnik, pisatelj, duhovnik
- Miroslav Žakelj  (16. julij 1835, Krašnja – 20. november 1916, Ljubljana), klasični filolog, gimnazijski profesor

## 20. in 21. stol.
- Franc Avbelj  (27. oktober 1914, Trnjava – 24. december 1991, Vir), partizan, komunist, narodni heroj
- Viktor Avbelj (26. februar 1914, Prevoje – 6. april 1993, Ljubljana), politik, partizan
- Stanislav Bevk (2. maj 1875, Šentvid pri Lukovici – 29. februar 1956, Ljubljana), naravoslovec, zoolog, šolnik
- Tomaž Bole (1951 –), pesnik; leta 1979 se je preselil v Lukovico
- Karl Capuder (13. december 1879, Spodnje Prapreče – 3. maj 1960, Izola), zgodovinar, politik
- Klemen Gerčar (20. december 1990 –), motokrosist, 2013 je postal svetovni prvak v kategoriji MX3, petkratni slovenski državni prvak
- Boštjan Gorenc (1977 – ), slovenski podcaster, raper, igralec, komik, pisatelj in prevajalec; sedaj živi v vasi Šentožbolt
- Jakob Grčar (1889, Dupeljne – 19. november 1966, Ljubljana), publicist, pevec, prevajalec ruskih pravljic; napisal je knjigo Deviška zemlja v Krvi: zapiski iz Sibirije
- Ivan Grohar (15. junij 1867, Spodnja Sorica – 19. april 1911, Ljubljana.), slikar; 1903 najde zatočišče v Rahnetovi vili v Lukovici
- Anton Hribar (12. januar 1864, Mali Korinj – 30. september 1953, Zali Log), pesnik, duhovnik; med 1906–1913 župnik v Šentgotardu
- Leopold Hribar (31. oktober 1893, Trnovče – 9. junij 1954, Ljubljana), veterinar, pisec strokovnih in poljudnih člankov
- Vida Janežič (6. junij 1914, Podbrdo – 6. oktober 1944, Ljubljana), aktivistka OF, OŠ je obiskovala na Brdu pri Lukovici
- Josip Rus (16. marec 1893, Bled – 15. september 1985, Ljubljana), pravnik politik, bil je sodnik na Brdu pri Lukovici
- Josip Kenda (5. marec 1880, Ajdovščina – 26. februar 1941, Brdo pri Lukovici), notar, glasbeni organizator, zborovodja
- Janko Kersnik (28. december 1881, Brdo pri Lukovici – 26. februar 1937, Ljubljana), narodni gospodar, pravnik, notar; sin pisatelja Janka Kersnika
- Jože Kotnik (1896, Lukovica – 1. januar 1921), slikar
- Jože Koželj (28. marec 1898, Krašnja – ?), domači zdravnik
- Niko Kralj (7. september 1920, Zavrh pri Trojanah – 15. julij 2013), arhitekt, univerzitetni profesor, industrijski oblikovalec
- Valentin Kušar (1. januar 1904, Učak pri Trojanah – 30. maj 1984, Maribor), zdravnik, pedagog
- Anton Lajovic (19. december 1878, Vače – 28. avgust 1960, Ljubljana), skladatelj, publicist; kot sodnik je služboval na Brdu
- Anica Lebar (1887, Brdo – 1951), pedagoška pisateljica; objavljala je v Vigredi, v Slovenskem učitelju itd.
- Peter Levec (12. julij 1923 Zgornji Tuhinj – 18. december 1999, Ljubljana), pesnik; v otroških letih je živel na Vrhu nad Krašnjo
- Dragotin Lončar (5. november 1876, Brdo pri Lukovici – 29. julij 1954, Ljubljana), zgodovinar, politik, urednik
- Svetlana Makarovič (1. januar 1939, Maribor – ), mladinska pisateljica, pesnica, igralka; med 1976–1983 je živela v Korpah nad Blagovico
- Fran Marolt (19. avgust 1865, Ljubljana – 19. januar 1945, Ljubljana), šolnik, glasbenik; kot začasni učitelj je služboval v Blagovici
- France Marolt (21. junij 1891, Brdo pri Lukovici – 7. april 1951, Ljubljana), glasbenik, zborovodja, prvi slovenski etnomuzikolog
- Fran Milčinski (3. februar 1867, Lož – 24. oktober 1932, Ljubljana), pravnik, humorist; njegova mati je bila iz Lukovice; nadomeščal je sodnika na Brdu
- Pavel Perko (22. januar 1877, Poljane nad Škofjo Loko – 10. marec 1970, Muljava), pisatelj, duhovnik; med 1910–1935 župnik v Češnjicah nad Blagovico
- Janko Rahne (5. maj 1860, Rača – 3. julij 1928, [[Lukovica pri Domžalah|Lukovica pri Domžalah), pravnik, notar, publicist, pisatelj, župan
- Andrej Rape (30. november 1872, Rafolče – 11. september 1940, Ljubljana), šolnik, mladinski pisatelj; pisal je za mladinski list Zvonček
- Ivan Robida (1. julij 1871, Ljubljana – 12. oktober 1941, Ljubljana), pesnik, pisatelj, dramatik, zdravnik, nevrolog, psihiater; kot zdravnik je služboval v Lukovici
- Bruno Rotter (31. avgust 1881, Prevoje pri Šentvidu – 13. november 1949, Maribor), publicist, črkostavski vajenec v ljubljanski tiskarni Kleinmayr & Bamberg, pisal je o Pohorju
- Mavricij Rus (12. avgust 1879, Matenja vas – 22. marec 1977, Ljubljana), zdravnik; odraščal je pri Sv. Vidu pri Lukovici
- Sava Sever-Stupica (28. junij 1905, Trojane – 23. oktober 1979, Ljubljana), gledališka igralka, aktivistka OF
- Vinko Simončič (19. januar 1914, Čatež – 7. november 1944, Blagovica), partizan, vojaški poveljnik, komunist
- Ančka Vresk (1895, Zaplanina pri Šentgotardu –24. julij 1964), ljudska pesnica in pripovednica; vsa besedila so ostala v rokopisu
- Ivan Vrhovnik (24. junij 1854, Ljubljana – 8. marec 1935, Ljubljana), zgodovinar, duhovnik; župnik v Šentgotardu.
- Stana Stopar (11. november 1943 – ), ravnateljica na Osnovni šoli Janka Kersnika Brdo, političarka, poslanka LDS
- Anton Stražar (2. julij 1895, Gradišče pri Lukovici – 3. februar 1959. Spodnje Prapreče), ljudski pisatelj; zapisovalec starih zgodb iz kamniške in domžalske okolice
- Ignac Šlajpah (1. julij 1885, Ljubljana – 23. september 1968, Domžale), strokovnjak za konjerejo, veterinar; deželni živinozdravnik na Brdu pri Lukovici
- Ivan Šporar (11. januar 1910, Herinja vas – julij 2003, Ljubljana), kmetijski strokovnjak; izdelal program za posestvo Prevoje
- Vinko Štrukelj (1894, Krašnja – 1964), strokovni pisatelj, pravnik
- Vera Terstenjak-Jovičić (22. junij 1944, Prevoje pri Šentvidu – ), akademska slikarka
- Pavle Urankar (28. junij 1902, Selce – 20. marec 1991, Ljubljana), zgodovinar, šolnik
- Anton Vadnal (4. april 1876, Borovnica – 10. februar 1935, Šentožbolt), pisatelj, duhovnik
- Ilka Vašte (2. junij 1891, Novo mesto – 3. julij 1967, Ljubljana), pisateljica; učiteljica v Krašnji med 1910–1911.
- Janez Veider (28. maj 1896, Mengeš – 15. maj 1964, Ljubljana), duhovnik, umetnosti zgodovinar; ekspozit v Šentvidu pri Lukovici